# Live in San Francisco (Bad Brains)
A Bad Brains Reunion Live at Maritime Hall è il terzo album live del gruppo hardcore punk statunitense Bad Brains, pubblicato nel 2002 con il nome Soul Brains.

## Tracce
| #  | Titolo                      | Durata |
| -- | --------------------------- | ------ |
| 1  | Attitude                    | 1:43   |
| 2  | Coptic Times                | 2:27   |
| 3  | At The Movies               | 2:44   |
| 4  | Right Brigade               | 2:36   |
| 5  | Day Tripper/She's A Rainbow | 5:52   |
| 6  | Soulcraft                   | 2:25   |
| 7  | Tongue Tee Tie              | 3:08   |
| 8  | Re-Ignition                 | 6:47   |
| 9  | Sailin' On/I & I Survive    | 8:52   |
| 10 | House Of Suffering          | 2:20   |
| 11 | On Like Popcorn             | 3:20   |
| 12 | Sacred Love                 | 3:47   |
| 13 | Youth Are Getting Restless  | 6:46   |
| 14 | Pay To Cum                  | 2:22   |
| 15 | I Against I                 | 3:12   |

## Crediti[2]
- H.R. - voce
- Dr. Know - chitarra
- Darryl Jenifer - basso, missaggio
- Earl Hudson - batteria
- Boots Hugston - produttore, mastering
- Mick Baker - ingegnere del suono
- Pete Slauson - ingegnere del suono
- Gregory Herbert - note di copertina
- Greg Coiner - design